# Vuelta a Castilla y León 2006
| Endstand            | Endstand                             |
| ------------------- | ------------------------------------ |
| Sieger              | Alexander Winokurow 16:35:12 h       |
| 2.                  | Luis León Sánchez +0:21              |
| 3.                  | José Luis Rubiera +0:26              |
| 4.                  | Egoi Martínez +1:08                  |
| 5.                  | José Azevedo +1:12                   |
| 6.                  | Michele Scarponi +1:21               |
| 7.                  | Gustavo Cesar +1:24                  |
| 8.                  | Francisco Pérez +1:29                |
| 9.                  | Janez Brajkovič +1:29                |
| 10.                 | Haimar Zubeldia +1:45                |
| Punktewertung       | Alexander Winokurow 72 P.            |
| 2.                  | Luis León Sánchez 68 P.              |
| 3.                  | Ángel Edo 55 P.                      |
| Bergwertung         | Manuel Beltrán 31 P.                 |
| 2.                  | Marco Fertonani 22 P.                |
| 3.                  | Janez Brajkovič 20 P.                |
| Kombinationswertung | Alexander Winokurow 8 P.             |
| 2.                  | Luis León Sánchez 16 P.              |
| 3.                  | José Luis Rubiera 23 P.              |
| Teamwertung         | Discovery Channel 49:45:32 h         |
| 2.                  | Liberty Seguros-Würth +1:46          |
| 3.                  | Caisse d'Epargne-Illes Balears +2:30 |

Die 21. Vuelta a Castilla y León fand vom 20. bis 24. März 2006 statt. Das Radrennen wurde in fünf Etappen über eine Distanz von 642 Kilometern ausgetragen.

## Etappen
| Etappe    | Tag      | Start – Ziel               | km       | Etappensieger              | Führender           |
| --------- | -------- | -------------------------- | -------- | -------------------------- | ------------------- |
| 1. Etappe | 20. März | Valladolid – Valladolid    | 155      | Ángel Edo                  | Ángel Edo           |
| 2. Etappe | 21. März | Almenara – Olmedo          | 11 (EZF) | Yaroslav Popovych          | Alexander Winokurow |
| 3. Etappe | 22. März | Zamora – Salamanca         | 181      | José Vicente García Acosta | Alexander Winokurow |
| 4. Etappe | 23. März | Alzira – Alto Del Campello | 148      | Marco Fertonani            | Alexander Winokurow |
| 5. Etappe | 24. März | Valencia – Valencia        | 147      | Alexander Winokurow        | Alexander Winokurow |